# Ronald Kwemoi
Ronald Kwemoi Chebolei (ur. 19 września 1995) – kenijski lekkoatleta specjalizujący się w biegach średnich i długich. Wicemistrz olimpijski.
Uczestnik Mistrzostw Świata w Biegach Przełajowych 2013 rozgrywanych w Bydgoszczy. W rywalizacji indywidualnej juniorów na dystansie 8 kilometrów zajął 9. pozycję, uzyskując czas biegu 21:58. W klasyfikacji drużynowej juniorów, wspólnie z reprezentacją swojego kraju, zajął 2. miejsce, zdobywając tym samym srebrny medal. W 2014 sięgnął po srebro w biegu na 1500 metrów podczas igrzysk Wspólnoty Narodów w Glasgow. Brązowy medalista mistrzostw Afryki w Marrakeszu (2014).
Na Igrzyskach olimpijskich w Paryżu zdobył srebrny medal w biegu na 5000m.

## Osiągnięcia
| Rok  | Impreza                                   | Miejsce        | Konkurencja         | Pozycja     | Wynik    |
| ---- | ----------------------------------------- | -------------- | ------------------- | ----------- | -------- |
| 2013 | Mistrzostwa świata w biegach przełajowych | Bydgoszcz      | bieg juniorów       | 9. miejsce  | 21:58    |
| 2013 | Mistrzostwa świata w biegach przełajowych | Bydgoszcz      | drużyna juniorów    | 2. miejsce  |          |
| 2014 | Igrzyska Wspólnoty Narodów                | Glasgow        | bieg na 1500 metrów | 2. miejsce  | 3:39,53  |
| 2014 | Mistrzostwa Afryki                        | Marrakesz      | bieg na 1500 metrów | 3. miejsce  | 3:42,59  |
| 2015 | Igrzyska afrykańskie                      | Brazzaville    | bieg na 1500 metrów | 4. miejsce  | 3:47,02  |
| 2016 | Igrzyska olimpijskie                      | Rio de Janeiro | bieg na 1500 metrów | 13. miejsce | 3:56,76  |
| 2017 | Mistrzostwa świata                        | Londyn         | bieg na 1500 metrów | półfinał    | 3:39,47  |
| 2019 | Mistrzostwa świata                        | Doha           | bieg na 1500 metrów | 7. miejsce  | 3:32,72  |
| 2024 | Igrzyska olimpijskie                      | Paryż          | bieg na 5000 metrów | 2.miejsce   | 13:15.04 |

## Rekordy życiowe
- Bieg na 1500 metrów – 3:28,81 (2014) były rekord świata juniorów
- Bieg na 5000 metrów – 13:16,14 (2015)